# Верхние планеты
Ве́рхние плане́ты (вне́шние плане́ты) — планеты Солнечной системы, орбиты которых находятся за пределами орбиты планеты, на которой находится наблюдатель. Для земного наблюдателя это планеты за пределами земной орбиты, то есть начиная с Марса. 
Термин «верхние планеты» возник в связи с геоцентрической системой мира, согласно которой эти планеты вращались выше сферы Солнца.
Верхние планеты также называют «внешними», однако в последние годы этот термин порой также (с точки зрения классической астрономии — ошибочно) используется только для планет, принадлежащих внешней области Солнечной системы (за пределами пояса астероидов), то есть планет-гигантов.